# Primera campaña de Arenales a la sierra del Perú
La Primera campaña de Arenales en la sierra del Perú, forma parte del comienzo de las acciones de guerra de la expedición libertadora en su campaña por la independencia del Perú; en teoría, abarca la totalidad de las operaciones militares comandadas por el general Juan Antonio Álvarez de Arenales ocurridas entre el 4 de octubre de 1820, cuando parten de Pisco, y el 8 de enero de 1821 cuando se reúnen con José de San Martín en Huaura.

## Fuerzas en combate

### Fuerzas de Arenales
| Oficialidad - Juan Antonio Álvarez de Arenales - Manuel Patricio Rojas - Rufino Guido Unidades y Comandantes - Batallón N.º 11 de los Andes, comandado por Román Deheza - Batallón N.º 2 de Chile, comandado por José Santiago Aldunate - Regimiento de Granaderos a Caballo, comandado por Juan Lavalle - Dos piezas de artillería. |

## Operaciones Militares

### La persecución de Quimper
Comprende las acciones militares que sostuvo en Palpa, Nazca y Acarí la división Arenales contra el coronel Manuel Quimper, limeño que había sido nombrado el 9 de febrero de 1820 por el virrey Joaquín de la Pezuela comandante general de la costa del Sur del Perú, y que mandaba una milicia de cuatrocientos hombres para la defensa de Pisco. Con el inicio de las operaciones de Arenales, Quimper y sus hombres se retiraron y tomaron el camino del sur, en dirección a Ica. El 6 de octubre Arenales ocupa la ciudad de Ica, siendo reforzado hasta ese lugar por Mariano Necochea con el regimiento de Cazadores a caballo. 
El 7 de octubre de 1820, en Palpa, milicianos de Quimper son alcanzados por una avanzada independentista del coronel Rufino Guido al mando de 80 cazadores a caballo y otros tantos de infantería montada. Dos compañías realistas se pasan a los patriotas y el resto se dispersa. Se entiende como el Bautismo de fuego del Ejército de San Martín en tierra peruana.
El 14 de octubre (otras fuentes señalan el 15 de octubre) de 1820, en Nazca, otra avanzada del ejército libertador compuesta sobre 250 hombres selectos de caballera e infantería al mando del teniente coronel Manuel Patricio Rojas atacan a las milicias realistas en La Villa de Nazca hacia las 5 de la tarde, tomando 80 prisioneros y 200 fusiles. Al día siguiente en Acarí, el Teniente Vicente Suárez al mando de un piquete de cazadores a caballo, adelantado por el teniente coronel Rojas, dispersó definitivamente la columna de Quimper, tomándole prisionero y más de 100 cargas de munición.
El 16 de octubre de 1820, el teniente coronel Rojas, hace jurar la Independencia al vecindario de Nazca. Posteriormente Ica lo haría el 20 del mismo mes.

### La persecución de Montenegro
Tras cruzar la cordillera por Castrovirreyna, la división de Arenales ocupa la ciudad de Huamanga el 24 de octubre. El 11 de noviembre de 1820 se produce la toma del puente de Mayoc, que había sido minado, y estaba defendido por una guarnición de 25 hombres, y que realiza el Teniente Francisco Borja Moyano al mando de 15 Granaderos a caballo auxiliado por una montonera de indígenas. El 20 de noviembre se produce el combate de la cuesta de Jauja, Lavalle con 55 hombres escogidos de caballería, derrotó un piquete de caballería realista, a la que perseguía desde Mayoc. El 23 de noviembre se produce el combate de Tarma, en el Departamento de Junín. El teniente coronel Manuel Rojas Argerich consigue dar alcance al intendente de Huancavelica, el brigadier arequipeño Juan Montenegro, que al mando de una columna de seiscientas treinta milicias venía desde Huancavelica retirándose al norte, dispersándolo totalmente, y tomando prisioneros, incluido el intendente, seis cañones, 500 fusiles y 50.000 cartuchos.

### La batalla de Cerro de Pasco
El 6 de diciembre de 1820 se produce la batalla de Pasco. La división del general Álvarez de Arenales, derrotó al General Diego O'Reilly, que había salido a su encuentro desde Lima.

### La reincorporación al Ejército Unido
El 20 de diciembre la división empieza su marcha a la costa. El 8 de enero de 1821 Álvarez de Arenales se reincorporó al Ejército Unido.

## Conclusiones
La campaña de la sierra supuso además una victoria estratégica independentista, con el debilitamiento político del virrey Pezuela, quién el 29 de enero de 1821 será depuesto del gobierno por una asonada de los generales españoles del campamento militar de Aznapuquio que le culpabilizaban del resultado de las operaciones militares.